# Michael Gassenmeier
Michael Gassenmeier (* 7. Februar 1943 in Mannheim; † 17. September 2023) war ein deutscher Anglist und Hochschullehrer.

## Leben und Wirken
Michael Gassenmeier, ein Sohn des Künstlers Ernst Gassenmeier (1913–1952), studierte nach seiner 1963 erfolgten Reifeprüfung an der Odenwaldschule Anglistik, Germanistik und Philosophie an den Universitäten Heidelberg, Mannheim und Edinburgh. An der University of Edinburgh erwarb er 1968 den Magistergrad. Im Jahre 1970 promovierte er im Fach Anglistik an der Universität Mannheim. Dort begann seine Tätigkeit als Hochschullehrer, zunächst ab 1968 als wissenschaftlicher Assistent, ab 1973 als Akademischer Rat bzw. Akademischer Oberrat (1980). 1985 habilitierte sich Gassenmeier in Mannheim und lehrte dort als Privatdozent bzw. von 1988 bis 1995 als außerplanmäßiger Professor. Von 1992 bis 1993 übernahm er eine Lehrstuhlvertretung an der Universität Rostock. Von 1995 bis zu seiner Emeritierung 2008 hatte Gassenmeier eine Professur an der Universität Duisburg-Essen inne.
Gassenmeier beschäftigte sich mit der englischen Literatur und ihrer Geschichte von der Renaissance bis zur Moderne. Ein Schwerpunkt lag in der Zeit der Romantik. Von 1988 bis 2003 war er Präsident der Gesellschaft für Englische Romantik.

## Veröffentlichungen (Auswahl)
- Der Typus des man of feeling. Studien zum sentimentalen Roman des 18. Jahrhunderts in England (= Studien zur englischen Philologie, N.F. Bd. 16). Niemeyer Tübingen 1972, ISBN 3-484-45015-0 (= Dissertation Universität Mannheim).
- Odi et amo. Das Dilemma von Shakespeares Coriolan. In: Anglia, Bd. 93 (1975), S. 70–110.
- (Mitautor): Gerd Rohmann (Hrsg.): Laurence Sterne (= Wege der Forschung. Bd. 467). Wissenschaftliche Buchgesellschaft, Darmstadt 1980, ISBN 3-534-06859-9.
- Faszination und Angst: Anmerkungen zum widersprüchlichen Bild der Großstadt im 7. Buch des Prelude. In: Studien zur englischen Romantik, Bd. 1 (1985), S. 67–104.
- "Twas a Transport of the Outward Sense". Wordsworth Own Account of his Visions and Revisions of the French Revolution. In: ders. (Hrsg.): Beyond the suburbs of the mind. Exploring English romanticism. Papers delivered at the Mannheim Symposium in Honour of Hermann Fischer (= Studien zur englischen Romantik. Bd. 2). Verlag Die Blaue Eule, Essen 1987, ISBN 3-89206-100-9, S. 116–136.
- Londondichtung als Politik. Texte und Kontexte der City Poetry von der Restauration bis zum Ende der Walpole-Ära (= Buchreihe der Anglia. Bd. 28). Niemeyer, Tübingen 1989, ISBN 3-484-42128-2 (= Habilitationsschrift Universität Mannheim).
- Looking with pride or scorn towards the great city. zur Korrespondenz von Ideologie und Image in der Londondichtung des 17. und 18. Jahrhunderts. In: Jahrbuch der Oswald-von-Wolkenstein-Gesellschaft, Bd. 1992/1993, S. 181–198.
- The propagation and the destruction of the martial myth. Zur englischen Kriegsdichtung 1914–1918. In: Theo Stemmler (Hrsg.): Krieg und Frieden in Gedichten von der Antike bis zum 20. Jahrhundert. Narr, Tübingen 1994, ISBN 3-8233-4153-7, S. 175–223.
- (Mitautor): Wolfgang Beutin (Hrsg.): Gottfried August Bürger (1747–1794) (= Bremer Beiträge zur Literatur- und Geistesgeschichte. Bd. 13). Lang, Frankfurt am Main 1994, ISBN 3-631-47876-3.
- Edmund Burke und die Entstehung des Konservatismus: Zum politischen Kontext von Kants Friedenschrift. In: Wolfgang Beutin (Hrsg.): Hommage à Kant. Kants Schrift "Zum ewigen Frieden". von Bockel, Hamburg 1996, ISBN 3-928770-61-6, S. 57–96.
- Platonic Love Undone. Rezeption und Inversion erotischer Topoi der Renaissancedichtung in John Donnes Aire and Angels. In: Jahrbuch der Oswald-von-Wolkenstein-Gesellschaft, Bd. 9 (1996/1997), S. 403–423.
- Die sexuelle Imagination eines Nihilisten der Restaurationszeit. Zu den Gedichten des Earl of Rochester. In: Theo Stemmler (Hrsg.): Sexualität im Gedicht. Narr, Tübingen 2000, ISBN 3-8233-4156-1, S. 163–194.
- Philologische Akribie und poetische Gestaltungskraft in Karl Kraus' Nachdichtung der Sonette Shakespeares nebst deren Beziehung zur Umdichtung der selben von Stefan George, die 'für die Leser unendbehrlich' ist". In: Johann Dvořák  (Hrsg.): Radikalismus, demokratische Strömungen und die Moderne in der österreichischen Literatur (= Bremer Beiträge zur Literatur- und Geistesgeschichte. Bd. 43). Lang, Frankfurt am Main 2003, ISBN 3-631-37826-2, S. 255–292.
- "Dis Policeman Keeps On Kicking Me To Death. Zephaniahs Variationen über ein zentrales Thema der Dub Poetry. In: Martin Butler, Frank Erik Pointner (Hrsg.): "Da habt ihr es, das Argument der Straße". Kulturwissenschaftliche Studien zum politischen Lied. Wiss. Verlag Trier, Trier 2007, ISBN 978-3-88476-977-5, S. 243–266.
- The Hidden Damage oder James Sterns empfindsame Reise in die Sackgasse des Mitgefühls. In: Heide Beutin u. a. (Hrsg.): Dann gibt es nur eins! Von der Notwendigkeit, den Frieden zu gestalten. Beiträge der Konferenz anläßlich des 60. Todestages von Wolfgang Borchert (= Bremer Beiträge zur Literatur- und Ideengeschichte. Bd. 53). Lang, Frankfurt am Main 2008, ISBN 978-3-631-56964-1, S. 101–134.
- Robert Musils Roman "Der Mann ohne Eigenschaften" und seine künstlerische Rezeption in dem 1951 entstandenen Illustrationszyklus von Ernst Gassenmeier (1913–1952). Winter, Heidelberg 2013, ISBN 978-3-8253-6229-4.